# Phalange africaine
Pour la Phalange nord-africaine, voir Légion nord-africaine
La Phalange africaine est une unité créée par le gouvernement de Vichy en novembre 1942 pour combattre les forces alliées débarquées en Afrique du Nord alors qu'elles se lancent à la conquête de la Tunisie. 
Après une gestation longue et difficile, la Phalange africaine, composée essentiellement de Pieds-Noirs de l'Afrique française du Nord, est finalement envoyée sur le front en avril 1943 où, malgré un comportement honorable, elle recule assez rapidement avec les forces allemandes. La bataille définitivement perdue, les Phalangistes sont démobilisés à Tunis puis livrés à eux-mêmes. Certains, les chefs essentiellement, réussissent à rentrer en France où ils sont comblés d’honneur par le gouvernement de Vichy. Ceux restés en Tunisie vont quant à eux se disperser et essayer d’échapper à la justice.
La Phalange africaine ne doit pas être confondue avec la Brigade nord-africaine ou Légion nord-africaine.

## Les raisons de la création de la Phalange africaine
La Phalange africaine a été créée par le gouvernement de Vichy en riposte au débarquement des Anglo-saxons en Afrique du Nord. Vichy s'est engagé dans cette voie après les appels aux armes des partis collaborationnistes et sans exigences des Allemands. Au-delà des appels grandiloquents, Vichy n'a pas envoyé en Tunisie les effectifs, introuvables, qu’il annonçait de façon péremptoire. Il donnait par la même d’ailleurs satisfaction au gouvernement allemand qui, passés les dérapages verbaux de ses représentants en France, notamment Otto Abetz, fit rapidement comprendre qu’il n’avait aucunement l’intention d’accepter l’envoi de troupes françaises en Tunisie. Comme le dit Henry Charbonneau, « Laval a pensé qu’un geste des Français de Tunisie, une force de volontaires, même symbolique, lui permettrait de prouver que l’Afrique du Nord a été envahie par les Anglo-saxons en violation des sentiments de fidélité de la population française ». Ce n’était pas très différent de la petite unité symbolique, et à titre d’essai, qu’a imposée le général Hans-Jürgen von Arnim, le commandant en chef du groupe d'armées allemand en Afrique.

### Le débarquement des Alliés en Afrique du Nord

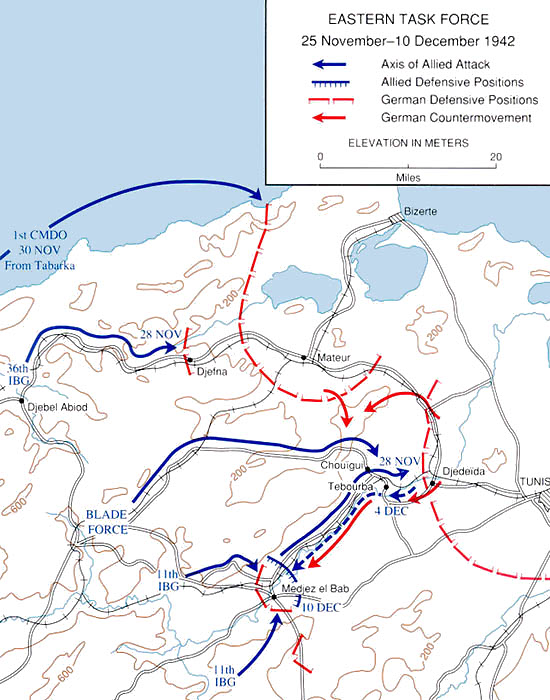
L'offensive alliée et la riposte allemande dans le secteur de Medjez-el-Bab. Novembre - décembre 1942

Le 8 novembre 1942, les forces armées américaines et britanniques débarquent en Algérie et au Maroc (opération Torch). Après de violents combats, essentiellement au Maroc et à Oran, les autorités militaires françaises proclament le cessez-le-feu et conservent le pouvoir en accord avec les Américains qui estiment que c’est la moins mauvaise solution. Aucune force n’ayant été débarquée à l’est d’Alger, les Alliés se lancent aussitôt dans la Campagne de Tunisie mais ils ne peuvent s’emparer de la totalité du pays avant que les Allemands et les Italiens n’y débarquent en force. Les troupes britanniques réussissent à progresser jusqu’à 30 km de Tunis, au-delà de Tebourba, mais, n’ayant pas poursuivi leur effort, les Allemands parviennent à les contenir. Finalement, le 10 décembre, le front se stabilise globalement au niveau des cols de la ligne dorsale de la Tunisie, à l'est de la ville de Medjez el-Bab.

### Les réactions au débarquement

#### Les réactions en Tunisie
Les autorités civiles et militaires dans la Régence ne se trouvent pas dans la même situation que leurs homologues du Maroc et de l’Algérie ; ce sont en effet les Allemands et non les Alliés, qui sont entrés à Tunis le 12 novembre. Soumis à la surenchère des partis collaborationnistes, et notamment du Parti populaire français (PPF) qui contrôle le pays, et aux pressions des nouveaux occupants, les officiels vont faire des choix différents en fonction de leur degré de fidélité au Maréchal Pétain et, surtout, de leur liberté d’action.
L’amiral Jean-Pierre Esteva, résident général en Tunisie et fidèle parmi les fidèles du Maréchal Pétain, décide de rester fidèle à Vichy, même si « au fond, il penchait plutôt vers la résistance » aux Allemands et que « c’était une sorte de loyaliste malgré lui, qui avait espéré l’arrivée des Américains ». Selon l'expression de François Mauriac, il a été victime du « crime de fidélité ».
Le général Georges Barré, chef des troupes françaises en Tunisie décide dans un premier temps de se battre contre l’ennemi quel qu’il soit avant de se ranger aux côtés des Alliés. Ce choix fut cependant largement facilité par son éloignement de Tunis, le général Eugène Bridoux, secrétaire d’État à la Guerre du gouvernement de Vichy lui ayant ordonné de quitter avec ses troupes les villes de la côte le 11 novembre pour se regrouper dans l’intérieur du pays, au-delà de Medjez-el-Bab, donc dans le secteur en contact avec les forces alliées.
L’amiral Derrien, enfin, commandant le camp retranché autonome de Bizerte, « vieil homme à moitié aveugle », commença par résister à l’occupation allemande, puis, à la suite des directives de Vichy, il annula cet ordre. 
Il est donc au moins permis de penser que si les Alliés avaient poursuivi leur avantage sur Tunis, la totalité des troupes françaises se seraient ralliées, chef en tête, comme dans le reste de l’Afrique du Nord ou qu'elles seraient restées dans l'expectative comme l'escadre d'Alexandrie.

#### Les réactions en France occupée
L’annonce du débarquement tombe en pleine session du 6e Congrès du Parti populaire français à Paris où se trouvent d’ailleurs tous les délégués d’Afrique du Nord. Jacques Doriot s’écrie aussitôt « Constituons la Légion d’Empire, la Légion impériale pour défendre la France ». Plusieurs réunions sont aussi organisées à Paris avec les autres partis collaborationnistes pour demander la création d’une Phalange africaine destinée à aller secourir les populations d’Afrique du Nord. À ce moment, les Allemands estiment eux aussi qu’il faut créer une Légion impériale sous la direction de Joseph Darnand, chef du Service d'ordre légionnaire (SOL) et ils vont jusqu’à exiger, le 18 novembre, de « déclarer la guerre immédiatement à l’Amérique et de lever des légions impériales pour combattre en Afrique ». Par un discours tardivement diffusé le 20 novembre, Pierre Laval accepte le principe d’une légion mais refuse une déclaration de guerre. Les engagements commencent à être reçus au siège de la LVF et à la suite d'un discours de Darnand un communiqué précise que les adhésions et demandes de renseignements des deux zones doivent être envoyées à l’Hôtel de Lisbonne, à Vichy. Le général Edgar Puaud, inspecteur de la LVF et commandant supérieur de la Phalange communique à Darnand une liste de soixante officiers d’active prêts à partir. Les hommes de la moribonde Légion tricolore s’impatientent aussi dans leur garnison de Guéret, mais la France ne demande le 9 décembre qu’une autorisation pour quinze officiers ; finalement, ils ne seront que six à arriver à Tunis le 28 décembre.

## Les conditions de la création de la Phalange africaine
La mission militaire française envoyée en Tunisie a pour instruction de se mettre aux ordres du Résident général, l’amiral Esteva, puis, le cas échéant de l’officier commandant supérieur des troupes de toutes armes en Tunisie. Sa mission, définie par l’amiral Charles Platon, est d’encadrer les troupes encore fidèles, de faire ramener à l’obéissance les troupes égarées et de recruter sur place des contingents français ou indigènes.

Elle est composée des officiers suivants : 
- Christian Sarton du Jonchay, commandant de l’armée de l’air
- Pierre Simon Cristofini, chef de bataillon de l’infanterie coloniale
- Henri Curnier, capitaine d’infanterie
- Roger René Euzière[7], lieutenant de cavalerie (Spahis)
- Daniel Peltier, lieutenant de cavalerie (Spahis)
- Henry Charbonneau, sous-lieutenant d’infanterie.
- Adam Belhouchet , lieutenant d'infanterie coloniale

En fait, seuls cinq d’entre eux vont se consacrer uniquement à la Phalange. Le lieutenant-colonel, du Jonchay étant nommé dès son arrivée directeur de cabinet de l’amiral Esteva et Préfet de police, c’est le lieutenant-colonel Cristofini qui le remplaça à la tête de la Phalange.

### Le recrutement
Le général von Arnim, le nouveau commandant du front tunisien, ayant admis la création d’une petite unité symbolique, et à titre d’essai, un bureau de recrutement est ouvert à Tunis le 1er janvier 1943. Le lieutenant-colonel Cristofini fait d’abord appel aux groupements nationaux, le Service d'ordre légionnaire, le Parti populaire français, les Chantiers de la jeunesse française, les Compagnons de France, mais, à l’exception du S.O.L., les autres se cantonnent dans leur mission originelle de garde des points névralgiques, de protection des campagnes, des points de communication et empêchent les pillages. Malgré toutes les démarches et les promesses d’avancement en grade, il y a peu de candidats et il faut faire appel aux Tunisiens pour former cette compagnie. Il semble que cet échec soit en fait celui du lieutenant-colonel Cristofini car, après son départ, la situation s’améliore nettement.
Comme il n’y a aucun chiffre officiel connu, les évaluations du nombre de combattants engagés dans la Phalange varient selon les auteurs. Pour Robert Aron, ils étaient cent cinquante, pour René Pellegrin trois cent trente et, enfin, pour Henry Charbonneau quatre cent cinquante. La seule chose certaine est que le chiffre de Robert Aron est très largement sous-estimé puisque l’on sait qu’il y eut deux cent douze combattants engagés. On ignore aussi si dans ces chiffres est englobée la centaine de Tunisiens qui, au moins pendant une certaine période, se sont engagés ou ont été reversés par les Allemands dans la Phalange (ces Tunisiens de la Phalange ne doivent pas être confondus avec les Nord-Africains du Sonderverband 288 de l’Abwehr qui ont été engagés uniquement en Tunisie).
Compte tenu des circonstances, la sélection n’est pas très regardante et l’on trouve un peu de tout dans la Phalange : des jeunes, des vieux, des éclopés, des officiers, des sous-officiers, des instituteurs, des professeurs, et aussi toute la classe de philosophie du lycée Carnot de Tunis. La plupart étaient des militants ou des sympathisants des partis collaborationnistes ou des membres des diverses organisations créées par Vichy. On est donc quand même loin des « cent cinquante va-nu-pieds, syphilitiques et avariés de toute espèce » de Robert Aron.

### La formation
Les engagés sont habillés à la caserne Forgemol de Tunis, mais avec beaucoup de difficultés car la plupart des effets ont été pillés après le départ des troupes du général Barré qui ont tout abandonné ; la caserne Faidherbe, toujours à Tunis, sert de dépôt, sous les ordres du capitaine Euzière. Le 2 février 1943, la compagnie s’installe au camp de Cedria Plage, au sud de Tunis, près de la résidence du Bey d’Hammam Lif. Le camp est commandé par le capitaine Peltier avec pour adjoint le capitaine Campana, l’un des premiers engagés. Les quatre sections sont dirigées par des sous-lieutenants français. L’équipement est français en totalité. L’instruction commence aussitôt.
La compagnie va connaître alors une profonde évolution. Les Allemands ayant décidé, pour des raisons diplomatiques, de prélever tous les Tunisiens pour former des bataillons de tirailleurs, la compagnie n’a plus alors que quatre-vingt-dix hommes. Le commandant Curnier, nouveau chef de la Mission militaire après la blessure accidentelle du lieutenant-colonel Cristofini, doit chercher de nouvelles recrues. En tant que membre du S.O.L., il s’adresse alors au chef S.O.L. de Tunisie qui, malgré certaines réticences, accepte finalement de laisser ses troupes s’engager dans la Phalange, même si pour cela elles doivent abandonner d’autres missions. La Phalange devient alors en quelque sorte une unité S.O.L., même s’il y a aussi des doriotistes dans ses rangs. C’est en effet le capitaine Dupuis, adjoint au chef S.O.L., qui prend alors le commandement de la compagnie de Cedria Plage avec pour adjoint le capitaine Campana. Tous les autres officiers sont remis à la disposition de la Mission militaire et les six nouvelles sections sont maintenant toutes commandées par de nouveaux officiers ou sous-officiers qui ne viennent pas de la Mission militaire.
 La composition de la Phalange est alors la suivante :
- Commandant de compagnie : capitaine André Dupuis
- Section de commandement : sous-lieutenant Forgier[10]
- 1re section de fusiliers : sous-lieutenant Barreau, plus connu sous le pseudonyme de Barteau
- 2e section de fusiliers : sous-lieutenant Baudry, plus connu sous le pseudonyme de Bauduy
- 3e section de fusiliers : sous-lieutenant Jouanneau[11]
- 4e section de fusiliers : sous-lieutenant Lamourette[10] puis sous-lieutenant Clergeot[10]
- Section d'approvisionnement et de ravitaillement : adjudant-chef Ottarie[10]

L’instruction va pouvoir reprendre mais avec l’assistance d’Allemands, deux officiers, quatre sous-officiers et un soldat interprète, tous les gradés ayant combattu sur le front de l’est. Dès les premiers jours d’exercice les Français se rendent compte de la supériorité des Allemands, tant au niveau du commandement qu’à celui des méthodes de combat. Comme le dira le sergent-chef Marcel Laurent, un sous-officier français pourtant déjà aguerri, « devant les Allemands, nous nous sentions tout petits ». Toutes les techniques du combat moderne sont enseignées aux Phalangistes, notamment la lutte anti-char et la protection contre l’aviation. On leur fait aussi prendre conscience de l’importance du renseignement, même au niveau du simple soldat, et de l’intérêt vital de creuser son trou individuel, en toutes circonstances. Unité du S.O.L., la Phalange devient ainsi, pratiquement, une unité de la Wehrmacht en tenue française. Ainsi, le 18 mars, elle prête serment « Au führer Adolf Hitler, chef des armées allemandes et européennes », et non au maréchal Pétain auquel elle réserve toutefois sa fidélité ainsi qu’au gouvernement français. 
Finalement, après avoir assisté à des manœuvres de la Phalange en compagnie de l’amiral Esteva, le général-major Weber, commandant de la 334e division d'infanterie, écrit le 5 avril au capitaine Dupuis que son unité est prête à monter en ligne. Elle est rattachée au 754e Grenadier-Regiment commandée par le colonel Audorff où elle servira en tant que « Französische Freiwilligen Legion », ou « compagnie Frankonia », au sein du 2e bataillon de ce régiment.

## La Phalange au combat
Le 7 avril, à l’heure du rapport, le capitaine Dupuis, commandant de la Phalange, annonce devant le front des troupes que l’unité va monter en ligne. Les Allemands viennent en effet de confier aux Français un secteur, à l’est de Medjez-el-Bab, mais seule une partie de la Phalange sera engagée.

### Les effectifs engagés
Sur l’effectif total de la Phalange, seuls deux cent douze hommes seront engagés dont cent soixante-dix seulement au contact direct de l’ennemi, une section demeurant à l’arrière pour assurer le ravitaillement. La composition de cette unité est la suivante : six officiers, quarante-deux sous-officiers, trente-cinq caporaux et cent-vingt-six soldats répartis en six sections.
Une section reste cependant à Cedria-Plage pour assurer la formation des nouvelles recrues qui sont encore à la caserne Forgemol à Tunis.

### L’équipement
L’unité est entièrement équipée de matériel français, à l’exception de cent-soixante fusils allemands, soit dix-huit fusils mitrailleurs, quatre mitrailleuses Hotchkiss Mle 1914 de la Première Guerre mondiale, deux mortiers de 60 mm, trois canons de 47 mm, deux mille grenades offensives et défensives et un bon millier de fusées éclairantes.
 Le train des équipages est également doté de matériel uniquement français : une douzaine de véhicules allant du tracteur six roues à la cuisine roulante, vingt-six chevaux et mulets.
 L’habillement est celui de l’infanterie française mais les phalangistes reçoivent au dernier moment avant de monter en ligne un casque, une capote et des brodequins allemands. 
L’insigne de l’unité est un écusson de tissu bleu noir à liseré doré, orné d'une francisque à double tranchant, de métal doré (dimensions hors tout, 70x80 mm). Cet insigne est porté sur le côté droit de la vareuse et de la capote, mais jamais au combat. Il a existé un modèle réduit du même insigne, probablement destiné à la coiffure, mais il n'a jamais été porté. Le casque est marqué, du côté droit, d'un drapeau tricolore bleu blanc rouge (le bleu vers l'arrière), et du côté gauche, d'un écusson représentant la francisque, blanche, sur fond noir et liséré blanc. Ces marquages sont soigneusement tracés à la main, aux dimensions des décalques allemands pour ce type de casque. Les officiers ont conservé la tenue française avec francisque et leur arme de poing de service.

### Le secteur attribué
La Phalange va être engagée, du 8 avril au soir au 7 mai 1943, au sud de la rivière Medjerda, dans le secteur de la ferme Klioua situé à 5–10 km au nord-est de Medjez-el-Bab et à environ 40 km à l’ouest de Tunis.
Dans la soirée du mercredi du 7 avril, le capitaine Dupuis part effectuer une reconnaissance du secteur dans lequel la Phalange doit remplacer une compagnie allemande ; il est accompagné par le commandant Curnier et le capitaine Peltier de la Mission militaire. Après une étude sur carte de leurs futures positions au PC du 754e Régiment de Panzer Grenadiers, puis une prise de contact avec le commandant du 2e bataillon auquel ils vont être directement rattachés, ils montent en première ligne vers 21 heures pour voir les différents points d'appui qu'ils vont occuper.
Les positions qui leur sont attribuées sont situées dans un terrain rocheux, très accidenté et dépourvu de végétation, donc difficilement aménageable, notamment pour le creusement des postes de combat et des abris individuels. Le secteur est par ailleurs sous la vue directe des Britanniques (78e Division d'infanterie) qui occupent les hauteurs de Medjez-el-Bab.
La Phalange quitte le camp de Cédria (Borj-Cedria) en camions le 8 avril en fin de matinée et arrive à Bordj-Frendj (Bir-el-Khadra aujourd'hui) à 14 h. Elle rejoint ensuite le secteur qui lui est assigné, au sud de la ferme Klioua, dans la nuit afin de se soustraire aux vues de l’ennemi.

### Les combats

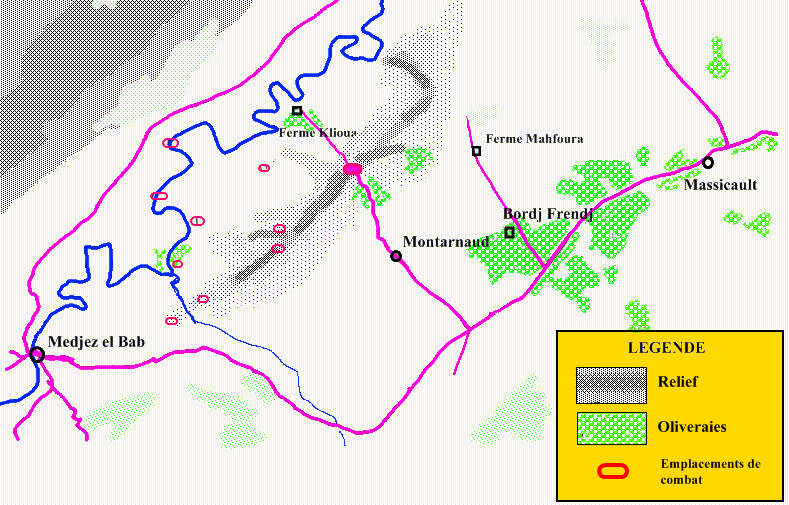
Zone des combats en 1943.

La chronologie des différentes actions et des principaux affrontements est la suivante :
- jeudi 8 avril : départ du camp de Cedria-plage et occupation des bases de départ.
- vendredi 9 avril : relève des Allemands à partir de 20 h 30 et mise en place des agents de liaison ; tous les échanges se faisant en langue allemande des interprètes sont affectés aux différents niveaux de commandement.
- samedi 10 avril : creusement des trous individuels (il faudra trois jours pour les achever compte tenu de la dureté du sol) et camouflage des abris avec des oliviers coupés dans les environs. Vers midi, des obus commencent à tomber autour du P.C. de la Phalange, mais il n’est pas touché.
- dimanche 11 avril : journée calme ; seuls quelques obus tombent autour du poste de mitrailleuses.
- lundi 12 avril : bombardement du P.C. de la compagnie et de la 1re section. Les Britanniques libèrent la ville de Sousse et se rapprochent d’Enfidaville (Enfidha aujourd'hui).
- mardi 13 avril : journée calme mais tentatives d’infiltrations de patrouilles britanniques.
- mercredi 14 avril : violent bombardement d’une position pendant toute la matinée avec des obus fumigènes, mais pas d’attaque d’infanterie ; la Phalange compte son premier mort, ainsi qu’un blessé.
- jeudi	15 avril :  bombardements par intermittence de tout le secteur. Pour empêcher les infiltrations, des patrouilles sont envoyées fouiller les bosquets situés dans les boucles de la Medjerda et une position avancée est occupée vers Medjez-el-Bab.
- vendredi 16 avril : tirs de harcèlement pendant toute la journée qui rendent très difficile le maintien des troupes sur des positions mal protégées. Pendant la nuit, une patrouille de huit hommes et deux sous-officiers qui s’est aventurée à 4–5 km à l’est de Medjez-el-Bab surprend un groupe de reconnaissance britannique (Néo-Zélandais ou Indiens) apparemment chargé de déminer le terrain. Il s’ensuit un violent affrontement qui coûte la vie au sergent-chef Picot. L’arrivée d’un groupe de combat allemand permet de repousser les assaillants qui laissent sept morts et trois blessés sur le terrain. Le corps du sergent-chef Picot retrouvé décapité est laissé sur le terrain, les Allemands préférant emmener les blessés britanniques et le matériel.
- samedi 17 avril : journée calme. Une patrouille envoyée rechercher le corps du sergent-chef Picot ne le retrouve pas.
- dimanche 18 avril : reprise des bombardements sur le P.C. de la compagnie et le groupe de mitrailleuses.
- lundi 19 avril : les bombardements s’amplifient ; trois hommes sont blessés dont un jeune marié de 21 ans qui meurt peu après.
- mardi 20 avril : malgré le début de l’offensive anglo-américaine, la Phalange participe à une cérémonie au P.C. du régiment à Bordj-Frendj. Les Allemands remettent la Croix de Fer de deuxième classe à trois Phalangistes qui se sont particulièrement distingués lors de l'action contre la patrouille britannique dans la nuit du 16 au 17 avril. L'un des nouveaux décorés va d'ailleurs déserter pendant vingt-quatre heures pour aller parader dans les rues de Tunis avec sa Croix de Fer[13].
- mercredi 21 avril : poursuite des bombardements des positions, en particulier des batteries allemandes. Le groupe franc de la Phalange participe à une action contre une ferme occupée par les Britanniques puis patrouille dans tout le secteur pendant la nuit. Une autre patrouille retrouve le corps du sergent-chef Picot et des sept Britanniques mais elle revient sans ramener le corps qui est en état de décomposition avancée.
- jeudi 22 avril : matinée calme mais les bombardements reprennent avec violence sur tout le secteur. Les Anglo-américains veulent conquérir la totalité du Djebel el-Ahmera situé sur l’autre berge de la Medjerda pour tourner le dispositif français. La section de réserve est envoyée en ligne pour occuper les boucles de l’oued face au Djebel el-Ahmera et éviter les infiltrations entre le 2e et le 3e bataillon.
- vendredi 23 avril : déclenchement de l’offensive britannique à 3 h 00 du matin. Après un intense pilonnage d’artillerie de toutes les hauteurs, les positions sont prises à partie par des tirs de mortiers et de mitrailleuses lourdes. Les liaisons téléphoniques étant coupées, toutes les liaisons doivent être faites par courrier. L’infanterie attaque ensuite avec des chars et occupe progressivement toutes les crêtes situées à l’est. Finalement, la compagnie allemande située le plus à l’est du dispositif ayant succombé sous les coups de l’artillerie, les Français sont totalement encerclés, aussi doivent-ils se replier plus à l’est. Soixante-deux hommes ont disparu dans la journée.
- samedi 24 avril : les Britanniques ne poursuivant pas leur offensive, la journée est plutôt calme mais la compagnie est à nouveau déplacée sur l’emplacement de l’ancien P.C. de régiment.
- dimanche 25 avril : journée calme.
- lundi 26 avril : le reste de la compagnie recule encore un peu sur un piton rocheux qu’elle doit défendre avec une compagnie allemande. Les bombardements ne cessant pas, un phalangiste est tué, ce qui contribue encore à affaiblir le moral des troupes d’autant que, dans la soirée, le bruit des moteurs de chars laisse craindre une attaque imminente.
- mardi 27 avril : à 3 h du matin la Phalange est relevée et passe en réserve de bataillon. Elle va se reposer dans un ravin situé plus à l’est mais elle subit pendant toute la journée les bombardements de l’aviation et de l’artillerie. Vers 19 h 00, le commandant du bataillon demande à la Phalange de contre-attaquer mais, faute de munitions, la compagnie demande un délai. Elle n’a d’ailleurs pas l’occasion d’exécuter la mission car à partir de 20 h toutes les unités sont obligés de se replier encore plus à l’est et la Phalange doit suivre le mouvement pour ne pas être encerclée.
- mercredi 28 avril : après avoir marché une partie de la nuit, la Phalange se replie près du village de Massicault, sur la route de Tunis, qui est bombardé par l’aviation pendant l’après-midi. La Phalange reçoit alors l’ordre de se replier dans une ferme située à 3 km au nord du village.
- jeudi 29 avril : la compagnie recherche un cantonnement. Toutes les fermes étant occupées et d’ailleurs bombardées par l’aviation, elle choisit de s’installer près de meules de paille. Les Chantiers de Jeunesse exécutent des retranchements sur les derniers contreforts avant Tunis.
- vendredi 30 avril : la Phalange reste à son cantonnement. Toutes les fermes sont soumises à des bombardements par l’artillerie et l’aviation.
- samedi 1er mai au mercredi 5 mai : la compagnie se reconstitue avec des effectifs venus de Tunis. Elle atteint alors 89 hommes dont 64 combattent en ligne mais ils n’ont pratiquement plus de munitions françaises.
- jeudi 6 mai : la Phalange suit le décrochage des unités allemandes et se replie sur la caserne Faidherbe à Tunis.
- vendredi 7 mai : le capitaine Dupuis reçoit l’ordre de démobiliser la compagnie avant midi. Chacun reçoit trois mois de solde et a le choix de disparaître dans la nature ou de se rendre immédiatement à Carthage avec le capitaine Campana[14] où l’archevêque de Tunis, Mgr Charles-Albert Gounot, a accepté de les recueillir pour les protéger. Le capitaine Dupuis prononce seulement quelques mots puis c’est la dispersion. À 16h30, les Britanniques et les Américains entrent dans Tunis.

### Bilan des pertes et des décorations
Les pertes :
 Dans un rapport officiel diffusé fin 1943, le commandant Curnier et le capitaine Dupuis établissent le bilan, non définitif, des pertes subies et avancent les chiffres suivants :  six tués, 7 blessés et 57 disparus. 

Ils donnent aussi les noms des six tués : légionnaire Le Bloa Julien (14 avril 1943) ; légionnaire Ciluffo Raymond (17 avril 1943) ; adjudant Picot Albert (17 avril 1943) ; légionnaire d’Angelo Guy (24 avril 1943) ; légionnaire Commisso Emile (7 mai 1943).   

Le bilan définitif des tués n’a jamais pu être établi avec certitude. Selon René Pellegrin, il doit se situer entre quarante et cinquante environ.
Décorations : 

Sept soldats, sous-officiers et officiers ont été décorés de la Croix de fer allemande, sur le champ de bataille ou plus tard en France : caporal Berg Dominique (20 avril 1943) ; commandant Curnier Henri (30 décembre 1943, à Montargis) ; commandant Dupuis André (28 avril 1943) ; sergent-chef Laurent Marcel (20 avril 1943) ; caporal Perinne François (20 avril 1943) ; adjudant Picot Albert (Décoré à titre posthume). : 

Plusieurs officiers ont également été décorés par le gouvernement de Vichy : commandant Curnier Henri, Croix de guerre de Vichy (3 mai 1943, à Vichy) ; capitaine Dupuis André, citation à l’ordre de la nation et officier de la Légion d’honneur (31 mai 1943) ; capitaine Euzière René, citation à l’ordre de la nation et chevalier de la Légion d’honneur (31 mai 1943) ; lieutenant-colonel Sarton du Jonchey Christian (31 mai 1943).

## La Phalange à la dérive
La dissolution de la Phalange ayant été prononcée alors que les Alliés étaient aux portes de Tunis, les Phalangistes vont d’abord chercher dans l’urgence le moyen d’éviter la capture. Pour ceux qui réussiront, ce ne sera cependant qu’un répit car ils ne feront ainsi que retarder les conséquences judiciaires d’un choix politique hasardeux qui les atteindra à la fin de la guerre seulement. 

### La dispersion

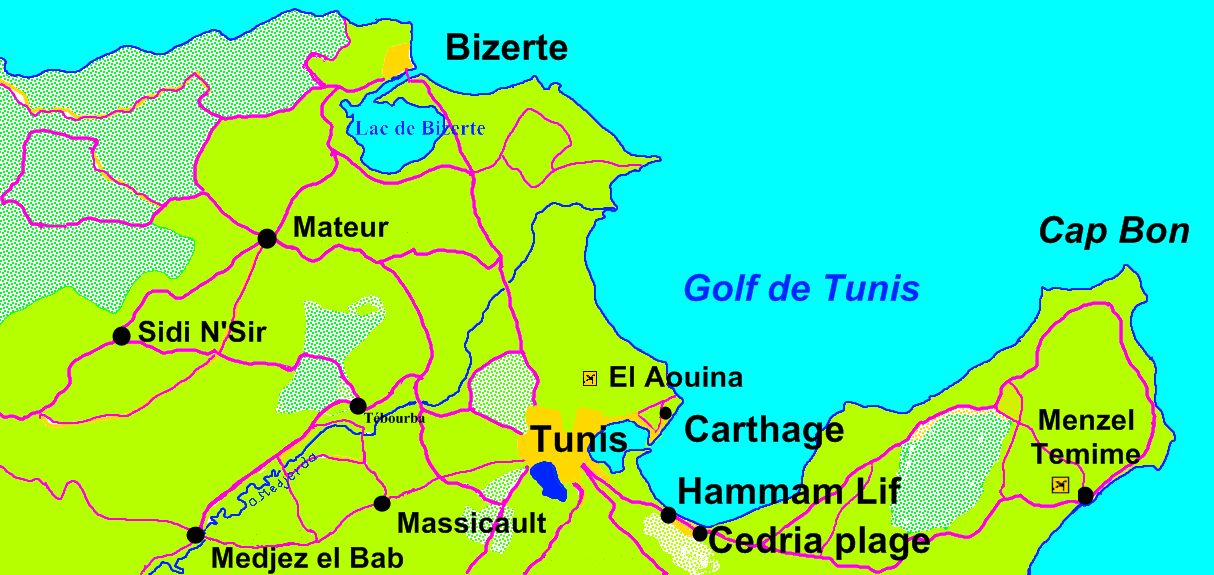
Carte des lieux cités.

Quelques Phalangistes ont décidé de gagner la France ou l’étranger, mais la majorité d’entre eux restera en Afrique du Nord, soit par choix, soit en raison de l’échec de leur tentative de fuite.

#### La fuite en métropole
Les officiers de la Mission militaire en Tunisie, ainsi que le capitaine Dupuis, ont fait le choix d’un retour avec un avion allemand depuis le cap Bon, bien qu’ils aient été avertis par les Allemands des risques encourus ; les avions sont en effet très rares et soumis, surtout après le décollage, au tir des navires de la flotte et à la chasse alliée qui a la maîtrise totale du ciel. 
Pour se rendre au cap Bon depuis Tunis, les officiers vont faire appel aux voitures de police qu’ils attendent longuement à la Résidence de France ; c’est là, raconte Henry Charbonneau, qu’il a rencontré tout à fait fortuitement Alexandre Sanguinetti, un « vieux copain » de l’Action française, qui lui a proposé de l’aider à s’enfuir, ce qu’il a refusé. Partis de Tunis dans la soirée du 7 mai, ils n’arriveront au cap Bon que le lendemain matin. Les départs n’ayant lieu que la nuit, ils passaient la journée dans la ferme d’un colon voisin et revenaient se cacher la nuit dans des grottes près de la piste, pour se protéger des bombardements, dans l’attente d’un hypothétique avion. Ce n’est que le 11 dans la nuit qu’ils embarqueront dans le dernier avion, sans toutefois le capitaine Peltier qui, au dernier moment, préféra rester chez le colon. Après deux heures de vol, ils atterriront à Capoue d’où ils gagneront la France.

 À l’exemple des officiers, deux Phalangistes sans grade vont réussir à prendre un avion italien à l’aérodrome d’El-Aouina (Aéroport de Carthage) mais il atterrira en flammes en Sicile ; l’un des Phalangistes fut brûlé vif, l’autre réussit à gagner le dépôt de la L.V.F. à Guéret le 20 juillet. Il n’est pas impossible enfin que quelques Phalangistes aient réussi à gagner la Sicile à bord de petits bateaux de pêche, comme l’ont fait beaucoup d’Allemands et d’Italiens.  
 Arrivés en métropole, les rescapés du désastre reçurent un accueil enthousiaste des autorités françaises et plusieurs furent décorés, par l’État français de Vichy ou par les Allemands. La défaite de la Phalange ne leur ayant pas fait perdre leurs convictions politiques, la plupart continueront leur combat au sein de la Milice, de la LVF ou de la Waffen-SS, voire des services spéciaux allemands, jusqu’à la fin de la guerre.

#### La dispersion en Afrique du Nord
La plupart des Phalangistes préférèrent rester en Tunisie où ils pensaient pouvoir se dissimuler plus facilement. Ainsi, plus d’une centaine d’entre eux retournèrent simplement chez eux ou chez des amis, menant parfois une vie errante dans les villages, les douars, et les fermes. Ils furent cependant rapidement arrêtés sur dénonciation ou bien ils se rendirent d’eux-mêmes, la vie de clandestin étant difficile. Ainsi, le capitaine Peltier qui était resté chez un colon du cap Bon fut arrêté par la Sécurité Militaire française, sur dénonciation du policier chauffeur qui avait amené le groupe depuis Tunis. À ces dispersés, il faut encore ajouter la soixantaine de soldats, sous-officiers et officiers réfugiés à la basilique Saint-Louis de Carthage sous la protection théorique de l’archevêque de Tunis et les quelques Phalangistes enfin qui tentèrent le passage en Espagne depuis le Maroc espagnol. 
Il y a aussi le cas de ceux qui réussirent à changer de camp dans les dernières heures et qui, pour se dédouaner, tiraient sur leurs anciens camarades dans les rues de Tunis.

### Arrestations, jugements et condamnations
- - L’arrestation des Phalangistes.

Hormis quelques cas individuels, les premières arrestations, le 13 mai, vont viser la soixantaine de soldats, sous-officiers et officiers réfugiés à la basilique Saint-Louis de Carthage, parfois avec leurs familles, ainsi que des veuves ou des femmes de prisonniers qui s’y trouvaient aussi. Le 13 mai donc, et alors qu’ils avaient vécu en très bonne entente jusque-là avec des troupes britanniques qui cantonnaient à proximité, un officier de chasseurs d’Afrique fit irruption dans les locaux suivi d’une section de Tunisiens en hurlant : « Tuez les tous ! Tirez dans le tas ! ». Quelques Phalangistes se précipitèrent sur leurs armes qu’ils n’avaient pas abandonnées, mais des Pères blancs et des officiers britanniques s’interposèrent. Ébahis, quelques Phalangistes reconnurent alors dans l’officier français leur professeur de collège, un ancien Croix de Feu qui, portant béret et insigne à la boutonnière, saluait alors ses collègues à la mode fasciste. Les Phalangistes de Carthage furent ensuite transportés en camion jusqu’à la prison militaire de Tunis où ils trouvèrent d’ailleurs nombre de leurs collègues qui avaient été déjà arrêtés.
- - Le transfert des prisonniers à Alger.

De Tunis, tous les prisonniers seront transférés en train à Alger, via Constantine où ils passeront la nuit dans une caserne. À l’arrivée à Alger, ils seront transportés jusqu’à la prison militaire située près de la caserne Pélissier, où ils retrouveront les cinquante-sept Phalangistes faits prisonniers pendant les combats du 23 avril, ceux qui étaient officiellement considérés comme disparus depuis. La prison militaire d’Alger hébergeait désormais environ deux cents Phalangistes, soit près de la moitié de l’effectif global de la Phalange et la quasi-totalité des combattants. 
 À la prison militaire d’Alger, l’autorité militaire va faire un tri des prisonniers selon des critères pour le moins opaques, certains Phalangistes au parcours similaire étant inculpés et d’autres non. On peut toutefois dégager quelques grandes lignes générales : 

- Les mineurs et les très jeunes furent renvoyés dans leurs foyers ou aux Chantiers de jeunesse.
- Les moins jeunes, souvent simples soldats de 2e classe, qui ne s’étaient pas particulièrement illustrés dans la Phalange, furent dirigés vers des régiments algériens ou marocains pour effectuer leur service militaire ou en tant que rappelés.
- Les autres, ceux qui furent considérés comme trop compromis, en particulier les sous-officiers et les officiers, soit environ cent-cinquante hommes, furent internés dans les prisons d’Alger et de sa région, à Corneille (Constantinois) et à Mecheria, le camp le plus dur, situé dans le sud oranais.
- Enfin, il ne semble pas que les Phalangistes faits prisonniers au combat aient été inquiétés.

- - L’instruction et le jugement.

Après une très longue instruction (près d’un an), les Phalangistes furent appelés devant le Tribunal d’Armée (créé le 2 octobre 1943) à partir du mois d’avril 1944. Tous les détenus des diverses prisons et des camps d’internement furent donc ramenés dans la prison d’Alger où étaient également dirigés les Phalangistes qui avaient été entretemps « cueillis » un peu partout, dans les régiments du front italien ou de l’arrière, à la frontière avec le Maroc espagnol ou bien dans une planque quelconque. Avec ce dernier renfort, il y avait encore environ deux cents hommes à juger.
Il serait illusoire, mais aussi inutile, de vouloir dresser le tableau des peines prononcées, car certaines l’ont été par contumace et beaucoup ont été commuées par la suite. Il ne semble pas non plus qu’il y ait eu une étude exhaustive des peines prononcées et appliquées en Algérie. On se contentera donc de citer les chiffres donnés par certains auteurs et de préciser les peines infligées aux officiers de la Phalange.
Selon Paul Gaujac, quatorze volontaires auraient été capturés et fusillés par les troupes françaises lors de leur entrée dans Tunis. Lambert et Le Marec se contentent de dire que l’épuration conduisit de nombreux rescapés au peloton d’exécution, surtout des volontaires indigènes. Cependant, comme ils ne citent pas leurs sources et qu’ils ne donnent pas le nom des fusillés, on peut penser qu’il y a confusion entre les peines prononcées et celles qui ont été exécutées. Apparemment, le lieutenant-colonel Pierre Simon Cristofini est le seul condamné de la Phalange à avoir été exécuté et ce dans des conditions qui entraînèrent des représailles contre des résistants faits prisonniers dans le maquis des Glières. 
 Pour les autres officiers, les sanctions ont été les suivantes :

- Lieutenant-colonel Sarton du Jonchay : condamné à mort et radié de la Légion d’honneur. Il émigre en Amérique du Sud, puis en Espagne. Amnistié par la suite[26].
- Chef de bataillon Henri Curnier : arrêté en Allemagne. En attente de transfert pour Alger, il se suicide dans sa cellule (à Nice ou à Villefranche-sur-mer selon le New York Times du 1er oct. 45)  en s’ouvrant les veines le 29 septembre 1945.
- Capitaine André Dupuis : condamné aux travaux forcés à perpétuité le 21 janvier 1947.
- Commandant Daniel Peltier : condamné aux travaux forcés à perpétuité. Envoyé au pénitencier de Lambèse.
- Commandant Roger René Euzière : commandant de la LVF sur le front de l'Est. Clandestinité. Engagement dans la Légion Étrangère. Reconquiert ses grades en Indochine et en Algérie.
- Sous-lieutenant Forgier : porté disparu le 23 avril 1943, mais il aurait survécu car le sergent-chef Llaurens le mentionne dans ses souvenirs du bagne de Lambèse.
- Henry Charbonneau : condamné à 10 ans de travaux forcés ; transféré à Lambèse en 1949, par mesure disciplinaire.
- Sous-lieutenant Marcel Bertrand: condamné le 24 mai 1944 par le Tribunal d'Armée d'Alger à 15 ans de travaux forcés, 10 ans d'interdiction de séjour et à la confiscation de ses biens[27],[28]. Ce jugement a ensuite été annulé en août 1944 par le tribunal de cassation puis transformé en une condamnation de 5 ans de prison avec sursis[29]. Il mourra par la suite dans une prison Allemande.

Une minorité de Phalangistes (une vingtaine, une trentaine selon René Pellegrin) ayant choisi la clandestinité ou l’anonymat, échapperont à toute répression. 

En 1953, soit dix années après leur engagement, les derniers phalangistes incarcérés sortaient du bagne de Lambèse.

## Le statut de la Phalange
Ce n’est que le 5 mai 1943, sous la pression du commandant Curnier qui s’était rendu à Vichy pour demander des renforts, que la Phalange est reconnue officiellement sous le nom de « Première Phalange africaine de la Légion des volontaires français ». La Phalange est donc finalement intégrée à la L.V.F. alors qu’à l’origine c’est la Légion Tricolore qui devait lui fournir l’essentiel des troupes. Enfin, par une loi parue au Journal officiel du 20 mai, les Phalangistes sont assimilés aux membres de la LVF avec tous les avantages statutaires de cette unité.
Les Phalangistes se sont donc battus dans une unité qui n’avait ni existence légale ni nom officiel. Pour eux, c’était bien la « Phalange africaine », mais elle était connue sous les noms de Légion impériale, Légion africaine ou Légion des Volontaires Français de Tunisie.

## Quelques itinéraires
- Joseph Acquamorte : membre du P.P.F. en Tunisie, il s’engage dans la division Charlemagne de la Waffen-SS où il obtient le grade de caporal. Blessé à la poitrine il est évacué sur Mainau, Allemagne, puis il s’enfuit dans le Tyrol et en Italie. Arrêté à Naples en 1945, il est transféré en Algérie, puis jugé par le tribunal militaire d'Oran. Acquitté, il accomplit son service militaire dans les Zouaves, en Tunisie. Démobilisé avec le grade de sergent[30].
- Paul Butti, Phalangiste : incorporé dans l'armée française après les combats et affecté à Oujda, avec Barnavaux, il réussit à passer au Maroc espagnol, puis en Espagne. Arrêté quelque temps après, il est interné au camp de Miranda de Ebro dont il s'évade. Il vit alors dans les bas fonds anarchistes de Barcelone et, en 1946, il passe la frontière française et gagne Paris.
- Marcel Llaurens, connu sous le pseudonyme de Laurent, sergent-chef : instructeur au camp de Cedria-Plage. Décoré de la Croix de fer, le 20 avril. En permission avec sa famille près de Bizerte, dans l’attente d’une éventuelle évacuation sur la France, il est dénoncé par un maître de la marine aux Américains qui l’internent dans un camp près de Ferryville (Menzel-Bourguiba aujourd’hui). Transféré à Alger, il est condamné à mort, sa peine étant commuée en cinq ans de travaux forcés après l’exécution de Pierre Simon Cristofini. Incarcéré à la prison de Maison-Carrée (Alger), puis au bagne de Lambèse.

### Sources et bibliographie
- Robert Aron, Histoire de Vichy, Tome II
- Henry Charbonneau, Les mémoires de Porthos, Éditions de Chiré, 1999, Tome I.
- Gabriel Esquer, 8 novembre 1942, Alger, 1946
- Paul Gaujac, L’armée de la victoire. Tome I : le réarmement 1942 –43, Carles-Lavauzelle, 1984
- Pierre Giolitto, Volontaires français sous l'uniforme allemand, Perrin, 2007
- Philippe Lambert et Gérard Le Marec, Les Français sous le casque allemand, Grancher, Paris, 2002
- René Pellegrin, La phalange africaine, la L.V.F. en Tunisie, Paris, 1973 (édition à compte d’auteur)
- René Pellegrin, Iconographie (et annexes) de la phalange africaine, Paris, 1975 (édition à compte d’auteur)
- Jean-Pierre Poli, Autonomistes corses et irrédentisme fasciste, 1920-1923, Éditions DCL, 2007
- Giulio Vignoli, Gli Italiani dimenticati. Minoranze italiane in Europa, Università degli studi di Genova, Publicazioni della facolta di scienze politiche, no 16, 2000.